# Juan Hernández Sierra
Juan Hernández Sierra (Guane, 16 marzo 1969) è un ex pugile cubano, che ha combattuto nella categoria dei pesi Pesi welter.
Ha rappresentato il suo Paese natale a tre consecutive olimpiadi estive. Dopo aver vinto la medaglia d'argento al debutto nel 1992 a Barcellona, Spagna, si è ripetuto nel 1996 ad Atlanta, USA.
È stato 4 volte campione del mondo nella sua categoria, nel 1991, 1993, 1995 e 1999.